# Lotte Global Logistics
Lotte Logistics (tiếng Hàn: 롯데택배, trước đó là 현대택배) là một công ty vận chuyển và hậu cần của Hàn Quốc có trụ sở tại Seoul, được thành lập vào năm 1988. Đây là một công ty con của tập đoàn Lotte.
Lotte Logistics được biết đến với những chiếc xe tải màu trắng được gọi là xe tải chở hàng, ngoài ra công ty cũng vận hành phương tiện thương mại của riêng mình.
Các đối thủ cạnh tranh chính gồm có Công ty Đường sắt Quốc gia Hàn Quốc (Korail), Hutchison Whampoa, Hanjin, Terzo Logistics và Daehan Logistics. Trong lịch sử, Lotte Logistics chỉ phải đối mặt với sự cạnh tranh từ Korail ở thị trường giao hàng mặt đất không tốn kém. Tuy nhiên, Hanjin và Daehan Logistics đã mở rộng ra thị trường mặt đất bằng cách mua lại Shipping, Shipyard Cargo Containing và RPS (ban đầu là Hệ thống Đóng gói Đường bộ) và sau đó đổi tên thành Hyundai Ground.
Trong hai thập kỷ qua, Lotte Logistics đã xây dựng được một mạng lưới giao thông quốc tế. Công ty đã mở rộng danh mục dịch vụ của mình vào các dịch vụ hậu cần và chuỗi cung ứng.
Ngày nay, Lotte Logistics cung cấp các dịch vụ vận tải đường bộ và hàng không, đường sắt và vận tải hàng hóa xuyên đường bộ; quản lý thương mại quốc tế, môi giới hải quan, tư vấn và thiết kế chuỗi cung ứng; các giải pháp thương mại điện tử; khả năng hậu cần và phân phối, vận chuyển, chứa hàng hóa, các dịch vụ tài chính liên quan đến chuỗi cung ứng.